# Kormányos Jack
Kerék, vagy más néven Kormányos Jack és Volánjack (angolul: Wheeljack) egy mérnök /tudós Autobot szereplő a Transformers univerzumban.

## G1 képregényben
Kerék az első Autobotokkal együtt érkezett a Földre a Bárka nevű űrhajóval 4 millió évvel ezelőtt. Járműalakja egy fehér Lancia Stratos sportautó.

## Transformers: Armada
Ebben a sorozatban (Volánjacknek fordítva) az Álcák (Decepticonok) oldalán harcol. Miután a Kibertronon Nagymenő (más néven Tűzgolyó) magára hagyta, csatlakozik Megatron seregéhez.

## Transformers: Prime
Az első évadban magányosan utazgató Kerék (Wheeljack) az Álcák fogságába esett és helyette egy hasonmás Álca csatlakozott az Autobotokhoz, hogy kémkedjen utánuk. Tűzfal (Bulkhead) azonban rájött a csalásra és még mielőtt az Álca elmondhatta volna a társainak az autobot-bázis helyét, felrobbant. Az eredeti Kerék pedig a szabadulás és egy rövid beszélgetés után inkább visszatért az űrbe és folytatta vándorútját.
A második évadban ismét visszajön a Földre ahol egy Álcát üldüz, majd újra folytatta vándorútját. A második évad végén újra megjelenik, de az Álcák fogságba ejtik. Viszont kiszabadul. Csak a harmadik évadtól csatlakozik végleg a Prime csapathoz.

## Transformers: Háború Kibertron bolygójáért trilógia
Itt ismét Keréknek fordították a nevét.
Kerék egy végsőkig hűséges autobot, aki régóta harcol Optimus oldalán. 
Űrdongóval közösen felfedeznek egy űrhidat, és be akarják azt indítani. Végül ezen keresztül mentik ki az Örök Szikrát Kibertronról.
A járműalakja egy fehér-piros-zöld sportkocsi, fegyverei egy pisztoly és egy vállpuska.

## Transformers: FöldSzikra
Itt valamiért az Armadában használt Volánjack lett a neve.

## Szinkronhangok
| Név       | Magyar Név     | Eredeti hang        | Magyar hang      | Sorozat/Film                                        | Év        |
| --------- | -------------- | ------------------- | ---------------- | --------------------------------------------------- | --------- |
| Wheeljack | Wheeljack      | Christopher Collins | TBA              | Transformers G1                                     | 1984-1987 |
| Wheeljack | Volánjack      | Doug Parker         | Szkárosi Márk    | Transformers: Armada                                | 2002-2003 |
| Wheeljack | Wheeljack      | James Horan         | Pál Tamás        | Transformers: Prime                                 | 2010-2013 |
| Wheeljack | Wheeljack      | James Horan         | TBA              | Transformers Prime Beast Hunters: Predacons Rising  | 2013      |
| Wheeljack | Kormányos Jack | Steven Blum         | Holl Nándor      | ŰrDongó                                             | 2018      |
| Wheeljack | Wheeljack      | Billy Bob Thompson  | Szrna Krisztián  | Transformers: Cyberverse                            | 2018-2021 |
| Wheeljack | Wheeljack      | Bill Rogers         | TBA              | Transformers: Háború Kibertron bolygójáért trilógia | 2020-2021 |
| Wheeljack | Volánjack      | Michael T. Downey   | Szrna Krisztián  | Transformers: FöldSzikra                            | 2022-     |
| Wheeljack | Kormányos Jack | Cristo Fernández    | Hamvas Dániel    | Transformers: A fenevadak kora                      | 2023      |
| Wheeljack | Kormányos Jack | TBA                 | Fehérváry Márton | Transformers Egy                                    | 2024      |